# Parlamentswahl in Armenien 1999
- HKK: 10
- ARF: 8
- AZM: 7
- OEK: 4
- AM: 6
- HHK: 62
- Unabh.: 32

Parlamentswahlen zur Nationalversammlung wurden in Armenien am 30. Mai 1999 abgehalten. Es gab 75 Direktmandate und 56 Sitze, die auf nationaler Ebene per Verhältniswahl verteilt wurden. Als stärkstes politisches Bündnis ging der Block Einheit hervor, welcher 62 der 131 Sitze erhielt. Dieses politische Bündnis bestand v. a. aus der Republikanischen Partei Armeniens und der Armenischen Volkspartei. Die Wahlbeteiligung betrug 51,7 %.

## Offizielles Wahlergebnis
| Partei | Direktmandate | Direktmandate | Direktmandate | Nationale Verhältniswahl | Nationale Verhältniswahl | Nationale Verhältniswahl | Sitze Gesamt | +/- |
| Partei | Stimmen       | %             | Sitze         | Stimmen                  | %                        | Sitze                    | Sitze Gesamt | +/- |
| --- | ------------- | ------------- | ------------- | ------------------------ | ------------------------ | ------------------------ | ------------ | --- |
| Block Einheit (Republikanische Partei Armeniens, Volksdemokratische Partei, Armenische Volkspartei)                          |               |               | 33            | 448,133                  | 41.3                     | 29                       | 62/131       | Neu |
| Armenische Kommunistische Partei                                                                                             |               |               | 2             | 130,161                  | 12.0                     | 8                        | 10/131       | 0   |
| Block Recht und Einheit (Nationale Einheit, Verfassungsrechtliche Union, Wissenschaftlich-Industrielle und Politische Union) |               |               | 1             | 85,736                   | 7.9                      | 6                        | 7/131        | Neu |
| Armenische Revolutionäre Föderation                                                                                          |               |               | 3             | 84,232                   | 7.8                      | 5                        | 8/131        | +7  |
| Land des Rechts |               |               | 2             | 56,807                   | 5.3                      | 4                        | 6/131        | Neu |
| Nationaldemokratische Union                                                                                                  |               |               | 2             | 55,620                   | 5.1                      | 4                        | 6/131        | +1  |
| Würdige Zukunft |               |               | 0             | 35,190                   | 3.3                      | 0                        | 0/131        | Neu |
| Union Kommunistischer und Sozialistischer Parteien                                                                           |               |               | 0             | 26,823                   | 2.5                      | 0                        | 0/131        | Neu |
| Mächtiges Mutterland |               |               | 0             | 24,896                   | 1.3                      | 0                        | 0/131        | Neu |
| Union für Nationale Selbstbestimmung                                                                                         |               |               | 0             | 24,681                   | 2.2                      | 0                        | 0/131        | −3  |
| Block Mutterland |               |               | 0             | 13,293                   | 1.2                      | 0                        | 0/131        | Neu |
| Armenische Allnationale Bewegung                                                                                             |               |               | 0             | 12,540                   | 1.2                      | 0                        | 0/131        | −62 |
| Freiheit |               |               | 0             | 11,076                   | 1.0                      | 0                        | 0/131        | Neu |
| Demokratische Partei Armeniens                                                                                               |               |               | 0             | 10,621                   | 1.0                      | 0                        | 0/131        | Neu |
| Mission |               |               | 0             | 8,122                    | 0.8                      | 0                        | 0/131        | 0   |
| Demokratisch-Liberale Partei                                                                                                 |               |               | 0             | 7,374                    | 0.7                      | 0                        | 0/131        | −4  |
| Freie Hajk-Mission |               |               | 0             | 6,526                    | 0.6                      | 0                        | 0/131        | Neu |
| Nationalstaat |               |               | 0             | 5,785                    | 0.5                      | 0                        | 0/131        | 0   |
| Jugendpartei Armeniens |               |               | 0             | 5,675                    | 0.5                      | 0                        | 0/131        | Neu |
| Block der Sozialistischen Kräfte und Intellektuellen                                                                         |               |               | 0             | 2,588                    | 0.2                      | 0                        | 0/131        | Neu |
| Schamiram |               |               | 0             | 2,053                    | 0.2                      | 0                        | 0/131        | Neu |
| Unabhängige |               |               | 32            | -                        | -                        | -                        | 32/131       | −40 |
| Keine der obigen |               |               | -             | 23,314                   | 0.2                      | -                        | -            | -   |
| ungültige Stimmen |               |               | -             | 65,568                   | -                        | -                        | -            | -   |
| Gesamt |               |               | 75            | 1,137,133                | 100                      | 56                       | 131          | -59 |
| Quelle: Nohlen; Grotz; Hartmann                                                                                              |               |               |               |                          |                          |                          |              |     |